# Cerekvice nad Bystřicí
Cerekvice nad Bystřicí (en allemand : Zerekwitz, précédemment Cerekwitz) est une commune du district de Jičín, dans la région de Hradec Králové, en Tchéquie. Sa population s'élevait à 777 habitants en 2022.

## Géographie
Cerekvice nad Bystřicí se trouve à 8 km au sud-est de Hořice, à 16 km au nord-ouest de Hradec Králové, à 29 km à l'est-sud-est de Jičín et à 106 km au nord-est de Prague.
La commune est limitée par Boháňka et Velký Vřešťov au nord, par Hořiněves à l'est, par Benátky et Hněvčeves au sud, et par Jeřice à l'ouest.

## Histoire
La première mention écrite de la localité date de 1357.

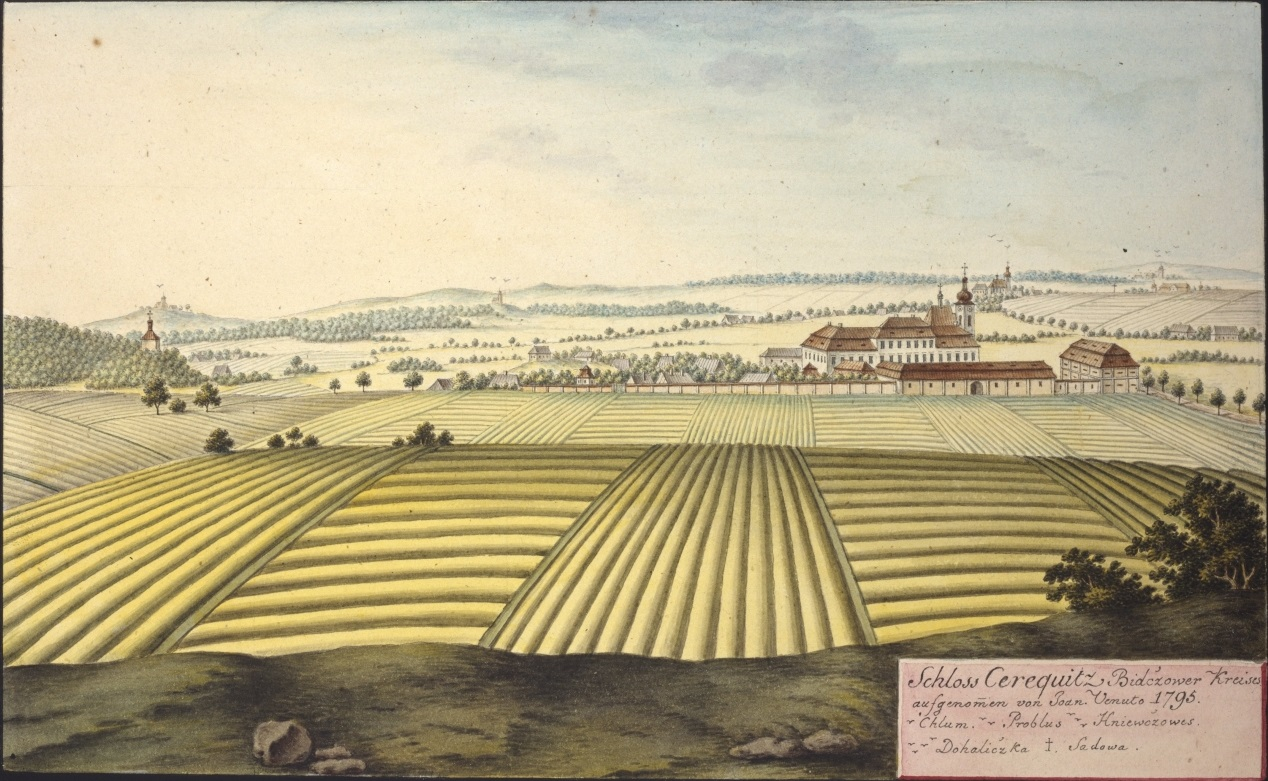
Château de Cerekvice en 1795, par Joann Venuto.

## Transports
Par la route, Cerekvice nad Bystřicí se trouve à 9,5 km de Hořice, à 20 km de Hradec Králové, à 33 km de Jičín et à 128 km de Prague. 